# Abd-al-Majid (nom)
Abd-al-Majid és un nom masculí teòfor àrab islàmic (àrab: عبد المجيد, ʿAbd al-Majīd) que literalment significa ‘Servidor del Gloriós’, ‘Servidor de l'Admirable’, essent «el Gloriós» o «l'Admirable» un dels epítets de Déu. Si bé Abd-al-Majid és la transcripció normativa en català del nom en àrab clàssic, també se'l pot trobar transcrit Abdul Magid, ‘Abdul Magied... normalment per influència de la pronunciació dialectal o seguint altres criteris de transliteració. Com a teòfor, també el duen molts musulmans no arabòfons que l'han adaptat a les característiques fòniques i gràfiques de la seva llengua: turc: Abdülmecit.
Vegeu aquí personatges i llocs que duen aquest nom.